# Thick as a Brick – Live in Iceland
Thick as a Brick – Live in Iceland ist ein Livealbum von Ian Anderson, dem Frontmann der Progressive-Rock-Gruppe Jethro Tull.

## Entstehungsgeschichte
Jethro Tulls Konzeptalbum Thick as a Brick war bereits 1972 erschienen und gilt heute als Klassiker des Progressive Rock. Genau 40 Jahre danach veröffentlichte Ian Anderson, nun ohne Jethro Tull, Thick as a Brick 2, welches das Konzept des Originals inhaltlich und musikalisch fortführt. Bei der anschließenden Tour wurden beide Alben in Gänze aufgeführt, ein Auftritt in Reykjavík wurde dabei in Bild und Ton mitgeschnitten.

## Titelliste

### CD 1
1. Thick as a Brick

### CD 2
1. From a Pebble Thrown
2. Pebbles Instrumental
3. Might Have Beens
4. Upper Sixth Loan Shark
5. Banker Bets, Banker Wins
6. Swing It Far
7. Adrift and Dumfounded
8. Old School Song
9. Wootton Bassett Town
10. Power and Spirit
11. Give Till It Hurts
12. Cosy Corner
13. Shunt and Shuffle
14. A Change Of Horses
15. Confessional
16. Kismet in Suburbia
17. What-ifs, Maybes and Might-have-beens

### DVD/Blu-ray
1. Interview with Ian Anderson
2. Workshop performance of Someday The Sun Won’t Shine For You with Montreux Jazz Festival founder Claude Nobs
3. Upper Sixth Loan Shark/Banker Bets, Banker Wins filmed live at Montreux 2012

## Rezeption
Die Reaktionen auf die Veröffentlichung waren überwiegend positiv. Michael Rensen vom Rock Hard kritisierte zwar den Gesang, die fehlende Magie und die fehlenden Jethro-Tull-Mitglieder, Gregory Heaney von Allmusic bezeichnete Thick as a Brick – Live in Iceland jedoch als essenziell für Jethro-Tull-Fans. Nik Brückner von den Babyblauen Seiten lobte es als „tolles Live-Album einer perfekt eingespielten Band, das beide Alben auf gelungene Weise verklammert“, und als „tolles Dokument einer fantastischen Konzertreihe“.